# Cseszmai járás

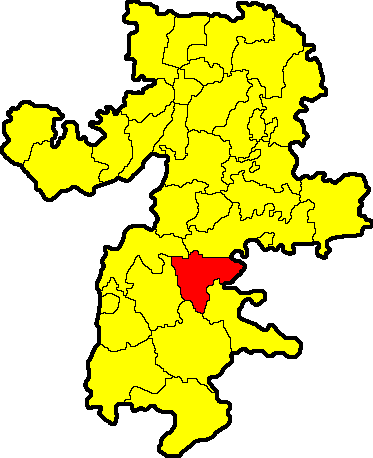
A Cseszmai járás a Cseljabinszki területen

A Cseszmai járás (oroszul Чесменский муниципальный район) Oroszország egyik járása a Cseljabinszki területen. Székhelye Cseszma.

## Népesség
- 1989-ben 19 638 lakosa volt.
- 2002-ben 20 459 lakosa volt, melyből 15 037 orosz, 1583 kazah, 1421 ukrán, 794 tatár, 628 mordvin, 304 fehérorosz, 212 baskír stb.
- 2010-ben 20 185 lakosa volt, melyből 15 664 orosz, 1460 kazah, 936 ukrán, 731 tatár, 476 mordvin, 182 fehérorosz, 162 baskír stb.